# Tekla (cantante)
Tekla, pseudonimo di Pernilla Sternäng (Helsingborg, 4 marzo 1969), è una cantante svedese.

## Biografia
Tekla è salita alla ribalta nel 1992 con il suo album di debutto Oranga blad, che è entrato al 50º posto nella classifica svedese, battuto due anni dopo dal secondo album eponimo, con il quale ha conquistato la 37ª posizione. Nell'estate del 1993 ha intrapreso la sua prima tournée, Visor & rosor, insieme a Mikael Wiehe, Björn Afzelius e Monica Zetterlund.
Il suo primo lavoro in lingua inglese, Cactuses, è stato pubblicato nel 1996 per il mercato giapponese, seguito tre anni dopo da Somebody Else. Nel luglio del 1999 ha accompagnato Sarah McLachlan durante quattro dei suoi concerti al festival Lilith Fair.

## Discografia

### Album
- 1992 – Oranga blad
- 1994 – Tekla
- 1996 – Cactuses
- 1999 – Somebody Else

### Singoli
- 1992 – Letar efter nån som kan spela gitarr
- 1992 – Jag måste gå nu
- 1992 – Hjälp mig
- 1993 – Jag vill ha barn med dig
- 1994 – Aldrig
- 1994 – En liten svensk stad
- 1996 – So It's Over Now
- 1999 – Somebody Else
- 2001 – Even Cactuses Bloom